# Derechos reproductivos en América Latina

A partir de 2020, América Latina es una región predominantemente de habla española y portuguesa, y predominantemente católica romana.

América Latina alberga algunos de los pocos países en el mundo con una prohibición total del aborto y políticas mínimas en cuanto a derechos reproductivos, pero también es cuna de algunos de los movimientos de derechos reproductivos más progresistas a nivel mundial. Con raíces en grupos indígenas, los problemas relacionados con los derechos reproductivos incluyen el acceso al aborto, la autonomía sexual, la atención médica reproductiva y el acceso a métodos anticonceptivos. Entre los movimientos modernos de derechos reproductivos destaca especialmente la Marea Verde, que ha liderado importantes reformas legislativas en la materia. Cuba ha marcado un precedente al impulsar leyes reproductivas más liberales para el resto de América Latina, mientras que otros países como El Salvador y Honduras han optado por reforzar las restricciones en materia de derechos reproductivos.

## Historia

### Precolonial
Aunque la información sobre los derechos reproductivos indígenas antes de la era de la colonización es escasa, los mismos problemas que persisten en la actualidad ya estaban presentes en ese entonces, y las diversas tribus de América Latina tenían posturas variadas respecto a los derechos reproductivos. Muchas mujeres indígenas solían recurrir a hierbas medicinales y plantas para inducir abortos, como canela, romero, cabello de ángel, ajo, piña, begonia, cedro, huela de noche, lima, naranja amarga, limón, cilantro, zarzabacoa común, epazote, cactus orquídea trepadora, pegarropa, algodón, arbusto escarlata, mohintli, orégano, alhelí Frangipani, salab, estoraque, manzanilla y hierba amarga. Estos métodos fueron empleados cuando el último gobernante azteca, Moctezuma Xocoyotzin, embarazó a 150 mujeres y ordenó que se practicaran abortos. Otro grupo indígena, los Wichí, priorizaba la salud de la madre y, por lo tanto, tenían la tradición de abortar el primer embarazo de cada mujer para asegurar un futuro embarazo más seguro. En la sociedad mexica, se esperaba que las mujeres fueran célibes hasta el matrimonio, y se castigaba con la muerte la homosexualidad, los abortos y el infanticidio, pues ser madre se consideraba el rol más importante que una mujer podía desempeñar.

### Colonialismo y tradiciones religiosas
Cuando las potencias europeas colonizaron América Latina, trajeron consigo las creencias de la Iglesia Católica en materia de derechos reproductivos. Incluso en la actualidad, la religión en América Latina se caracteriza por la predominancia del catolicismo romano, aunque también se observa una creciente influencia protestante (especialmente en América Central y Brasil), así como la presencia de otras religiones mundiales. Los críticos de las leyes restrictivas sobre el aborto en América Latina argumentan que esta situación se debe a la fuerte influencia de la Iglesia Católica en la región. Esta institución religiosa sostiene que el sexo tiene como único propósito la reproducción y, por lo tanto, tradicionalmente no aprueba el uso de anticonceptivos, métodos de control de la natalidad o el aborto, sino que promueve la abstinencia hasta el matrimonio.

### Conferencia Internacional sobre Población y Desarrollo
La Conferencia Internacional sobre Población y Desarrollo de 1994 definió la salud reproductiva como se mencionó anteriormente. Además, estableció estrategias y metas para avanzar en dicha salud reproductiva y derechos en América Latina a través de lo que se conoce como el Programa de Acción de El Cairo (PAEC). Este programa incluye tres objetivos cuantitativos: 
- Reducir la mortalidad general, lo que implica un aumento en la esperanza de vida y la disminución de mortalidades específicas.

- Garantizar el acceso universal a la educación, especialmente para las niñas.

- Asegurar el acceso universal a servicios de salud reproductiva, incluida la planificación familiar.[12]

Adoptado por la región en la conferencia, desde la adopción del PAEC se han observado algunas mejoras. Los derechos reproductivos han sido reconocidos en las constituciones de Bolivia, Ecuador y Venezuela.

### Objetivos de Desarrollo del Milenio en América Latina
Los Objetivos de Desarrollo del Milenio constituyen un marco descriptivo para monitorear el progreso hacia ocho metas específicas. Fueron establecidos en la Declaración del Milenio en septiembre de 2000. En el caso de América Latina, el seguimiento del avance hacia estos objetivos lo realiza la Comisión Económica para América Latina y el Caribe (CEPAL). Una meta particular en relación con la salud reproductiva, la Meta 5, busca mejorar la salud materna en la región. El primer objetivo de la Meta 5 es reducir la tasa de mortalidad materna en tres cuartas partes entre 1990 y 2015. Para evaluar el progreso en esta dirección, la CEPAL monitorea las tasas de mortalidad materna y la proporción de nacimientos atendidos por personal de salud capacitado. El segundo objetivo de la Meta 5 es lograr el acceso universal a la salud reproductiva para el año 2015. Esta meta se evalúa mediante la observación de las tasas de prevalencia de anticonceptivos, las tasas de nacimientos en adolescentes, la cobertura de atención prenatal y los porcentajes de necesidades insatisfechas de planificación familiar. Para alcanzar estos objetivos, se han implementado diversas acciones, entre las que se incluyen la creciente institucionalización de los partos y el aumento del número de personal capacitado para brindar atención durante el parto y la atención obstétrica de emergencia.

### Movimiento feminista de los años 1970
En la década de 1970, las mujeres en América Latina comenzaron a abogar por los derechos al aborto como parte del movimiento feminista mundial. Este movimiento cobró impulso con la transición hacia la democracia de muchos gobiernos latinoamericanos, lo que abrió el camino para reformas políticas. Además de la lucha por los derechos al aborto, las feministas de la época también lucharon por la independencia económica, la igualdad salarial y la equidad política. En Argentina, las Madres y Abuelas de la Plaza de Mayo, en Chile, los cacerolazos, en Uruguay, los sindicatos, y en Nicaragua, las Casas de la Mujer, colaboraron con otros grupos de resistencia política dominados por hombres para enfrentar la opresión autoritaria e integrar los temas feministas en la agenda política. Durante este período, Cuba sirvió como modelo inspirador para muchos países vecinos al convertirse en el primer país latinoamericano en legalizar el acceso a abortos seguros en 1961.

### Marea verde
Inspiradas por el uso de pañuelos blancos por las Madres de Plaza de Mayo durante sus protestas, las mujeres en Argentina adoptaron el símbolo del pañuelo verde para representar su movimiento a favor del derecho al aborto en 2003. Estos pañuelos verdes distintivos se han convertido en el emblema de lo que se conoce como la "Marea Verde", extendiéndose más allá de Argentina y abarcando toda América Latina. El color verde fue elegido para transformar la narrativa en torno al concepto de "pro-choice" (a favor del derecho a elegir) asociándolo con la vida y el crecimiento. Este símbolo ha impulsado el debate sobre los derechos reproductivos no solo en América Latina, sino en todo el mundo.

## Problemas

### Aborto
El tema del aborto es altamente controversial en el ámbito de los derechos reproductivos en América Latina. Aunque cada país de la región tiene sus propias leyes y regulaciones al respecto, prevalece un sentimiento general de desaprobación. Durante mucho tiempo, los abortos en América Latina han sido clandestinos e inseguros, especialmente para las mujeres de bajos recursos, aunque se han observado mejoras recientes en este aspecto, atribuidas en gran medida a la disponibilidad de anticonceptivos modernos, la atención médica de emergencia y una mayor educación sexual.
En paralelo, se ha incrementado la presencia de movimientos y activistas feministas que abogan por los derechos al aborto en la región, a pesar de que la religión y otros factores culturales tienden a estigmatizar el tema.
Según datos de la Organización Mundial de la Salud, en 2008 se realizaron aproximadamente 4.2 millones de abortos en América Latina y el Caribe, con casi tres cuartas partes de ellos ocurriendo en América del Sur. La gran mayoría de estos procedimientos fueron ilegales y muchos resultaron en situaciones de riesgo para la salud de las mujeres.
Para el año 2011, el número de abortos inseguros en la región se había incrementado a 4.2 millones anuales, lo que representó una proporción significativa de las muertes maternas. Por ejemplo, en Argentina, los abortos inseguros constituyeron el 31% de la tasa de mortalidad materna.
Las leyes restrictivas sobre el aborto en América Latina vienen acompañadas de severas sanciones. En países como El Salvador, una mujer puede enfrentar hasta 40 años de prisión por abortar, mientras que en México la pena máxima puede llegar a ser de 50 años. Estas sanciones no toman en cuenta la causa del embarazo, lo que resulta especialmente injusto considerando que muchas mujeres encarceladas fueron víctimas de violación o tuvieron abortos involuntarios.
Además, las decisiones políticas internacionales también influyen en los derechos al aborto en la región. Por ejemplo, cuando el presidente de Estados Unidos, Donald Trump, reinstauró la Regla de Silencio Global en 2017, prohibió que cualquier financiamiento federal de su país apoyara a organizaciones internacionales que realizaran o promovieran el aborto como método de planificación familiar. Esta medida tuvo un impacto significativo en el acceso a servicios de salud reproductiva en América Latina.

### Violencia sexual
En América Latina, la violencia sexual, que incluye la violación, el asalto, el acoso y el homicidio, son problemas prominentes que afectan la agencia y autonomía sexual y reproductiva de las personas. La autonomía sexual implica que exista un consentimiento informado y explícito, en el que ambas partes estén conscientes de la presencia y el tipo de anticoncepción utilizada. La falta de consentimiento conduce a un mayor número de embarazos no deseados. En muchas regiones de América Latina, aún se obliga a las jóvenes a continuar sus embarazos hasta el término, incluso si fueron concebidos mediante violación. Las estructuras machistas comunes en los hogares latinoamericanos hacen que las jóvenes sean especialmente vulnerables al embarazo por violación perpetrado por alguien cercano a ellas. Estas dinámicas de género también contribuyen a la prevalencia de la violencia de pareja íntima (VPI), con una de cada cuatro mujeres que ha experimentado VPI en su vida. Además, América Latina presenta una tasa del 11% de violencia sexual no relacionada con la pareja, casi el doble del promedio mundial. Aunque todos los países latinoamericanos tienen una ley o política para proteger o castigar la violencia sexual, muchas carecen de la efectividad necesaria para marcar la diferencia.

### Paternidad y salud reproductiva de los adolescentes
Proteger la salud de los adolescentes es una prioridad importante de salud pública. El aumento de la inversión en salud reproductiva adolescente contribuye a mejorar el estado general de hombres y mujeres, así como a reducir la pobreza entre las familias. La salud de los adolescentes debe contextualizarse dentro de la salud reproductiva y, por lo tanto, dentro de la salud pública en general. En América Latina, los gobiernos en su conjunto no reconocieron el embarazo temprano en adolescentes como un problema hasta 1984, durante la Conferencia Internacional sobre Población en la Ciudad de México.
En América Latina, el 38% de las mujeres quedan embarazadas antes de los 20 años y casi el 20% de los nacimientos corresponden a madres adolescentes. Si bien se observa una tendencia universal hacia una edad promedio de menstruación más temprana, la edad promedio de matrimonio ha disminuido. Esto implica que, sobre todo, las adolescentes que son obligadas a casarse quedan desprotegidas en términos de derechos reproductivos durante períodos de tiempo más prolongados. Brasil, México y la República Dominicana son reconocidos como tres de los países más afectados del mundo. Además, según Cindy Paola CM et al., América Latina tiene una tasa de maternidad adolescente más alta que otras partes del mundo, incluidos los países en desarrollo.
Según el Fondo de Población de las Naciones Unidas, los jóvenes tienen una educación insuficiente y poco acceso a la información y servicios que necesitan para tomar decisiones responsables. La importancia de la educación se ejemplifica en cómo las niñas en América Latina que solo han completado hasta la educación primaria o menos tienen una probabilidad más alta de embarazo adolescente. Además, muchas niñas jóvenes mueren porque sus cuerpos no pueden soportar los embarazos. Las niñas menores de 15 años tienen cuatro veces más probabilidades de morir durante el embarazo o el parto que una mujer adulta. Por ejemplo, las instalaciones suelen estar ubicadas en áreas inaccesibles para los jóvenes. Con el fin de proteger su privacidad frente a sus comunidades y familias, los jóvenes a menudo buscan servicios en instalaciones que no están directamente ubicadas en sus propios vecindarios.
También existe una gran cantidad de datos que no recopilan los hospitales sobre los abortos que son particularmente "clandestinos" o "ilegales". Estudios han demostrado que en varios países de América Latina, las mujeres jóvenes solteras tienen un alto riesgo de aborto, lo cual no se refleja en el número de mujeres casadas y mayores que son hospitalizadas por abortos.

### Mutilación genital
Si bien la mutilación genital no es un problema actual en todos los países de América Latina, Colombia, Perú, Brasil y México tienen historias de mutilación genital femenina dentro de grupos indígenas. Los pueblos Embera y Nasa en Colombia son los únicos grupos en América Latina que se ha confirmado que continúan practicando esta costumbre. Se les conoce por realizar la mutilación genital de tipo 1, que implica la eliminación parcial o total del glande clitorial o del capuchón del clítoris. Este proceso puede causar muchas complicaciones de salud e incluso la muerte. Cualquier tipo de mutilación genital femenina se considera una violación de los derechos humanos. El Fondo de Población de las Naciones Unidas está luchando actualmente para poner fin a la mutilación genital, pero actualmente no existen leyes contra la mutilación genital en América Latina, a menos que la mutilación conduzca a la muerte.

### Mortalidad materna
Las muertes relacionadas con el embarazo y el parto pueden ser causadas por hemorragias graves durante y después del parto, hipertensión inducida por el embarazo, infecciones, parto obstruido, complicaciones del aborto, coágulos sanguíneos y otros factores. En América Latina, casi 8,400 mujeres mueren cada año a causa de complicaciones relacionadas con el embarazo. Estas muertes maternas son en su mayoría prevenibles con atención de calidad, acceso a anticonceptivos y la reducción de las disparidades en la atención de salud reproductiva. De hecho, 9 de cada 10 muertes maternas son prevenibles si la mujer puede acceder a una atención materna oportuna y a anticonceptivos. Entre 1990 y 2013, Barbados, Bolivia, Brasil, la República Dominicana, Ecuador, El Salvador, Guatemala, Haití, Honduras, Nicaragua y Perú redujeron significativamente su tasa de mortalidad materna, mientras que en Cuba, Guyana, Surinam y Venezuela, sus tasas de mortalidad materna aumentaron. Para combatir la mortalidad materna, la Organización Panamericana de la Salud lanzó la campaña "Cero Muertes Maternas. Prevenir lo prevenible" para lograr el objetivo de menos de 30 muertes maternas por cada 100,000 nacidos vivos en las Américas.

### Disparidades en la atención sanitaria
Las inequidades socioeconómicas en América Latina pueden afectar el acceso de una persona a la educación sexual, anticonceptivos, atención materna, atención sexual, riesgo de morbilidad materna y riesgo de violencia sexual. Las mujeres indígenas, en particular, enfrentan muchas barreras para acceder a la atención médica reproductiva, lo que resulta en altas tasas de embarazo adolescente y embarazo no deseado. Si bien varios países han tomado medidas para cerrar las brechas en la atención médica, persisten inequidades entre y dentro de los países. Estas disparidades en la atención médica son causadas por una variedad de determinantes sociales. El vecindario de una mujer puede determinar su estabilidad de vivienda, acceso al transporte, acceso a alimentos saludables y asequibles, y exposición a la contaminación del aire y el agua. Todos estos factores pueden tener consecuencias significativas en la salud de una persona y su acceso a la atención médica.

### Enfermedades
Existe una notable falta de información disponible para las personas con VIH y otras infecciones de transmisión sexual, lo que crea un estigma en torno a los individuos infectados. El VIH y otras ITS pueden transmitirse de una madre a su bebé durante el embarazo, el parto o la lactancia materna. Debido a este riesgo, el consentimiento informado requiere que las parejas sexuales divulguen cualquier ITS que puedan tener de manera positiva.

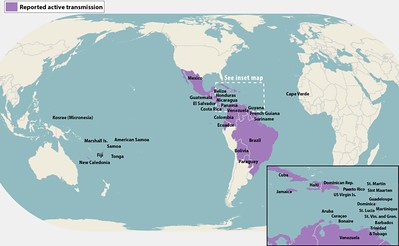
Mapa de transmisión activa del virus del Zika

Además de las ITS, el reciente brote de Zika en América Latina ha expuesto las disparidades en la atención médica, con las mujeres embarazadas en situación de pobreza siendo las más propensas a ser infectadas por Zika, lo que puede tener efectos devastadores en el embarazo y el bebé. Los activistas por los derechos de las mujeres abogan por el acceso a abortos seguros para las mujeres diagnosticadas con el virus del Zika para evitar defectos congénitos. Dado que 69 de cada 1,000 embarazos en América Latina son no deseados, tener control sobre los propios derechos reproductivos de una mujer es una forma importante de prevenir defectos congénitos y complicaciones durante el embarazo.

### Educación sexual
A pesar de que una gran parte de las escuelas en América Latina ofrecen algunas formas de educación sexual, suelen enfocarse únicamente en la prevención de enfermedades de transmisión sexual, sin dar una educación más comprensiva sobre la sexualidad y los derechos reproductivos.  Esta falta de educación ocasiona que los adolescentes usen anticonceptivos incorrectamente, o que no los usen en primer lugar.

### Derechos de las mujeres transgénero
El estigma y la discriminación que sufren las mujeres transgénero las hace mucho más propensas a ser víctimas de violencia sexual y disminuye su acceso al diagnóstico y tratamiento de enfermedades de transmisión sexual. Debido a esta falta de recursos, se estima que la prevalencia de VIH en mujeres transgénero en América Latina es 49% más alta que en el resto de la población.  Además, la violencia sexual contra las mujeres transgénero puede tomar varias formas, incluyendo violencia física, psicológica y financiera de profesionales, extraños y personas conocidas.

## Políticas abortistas

### Caribe
En Antigua y Barbuda, el aborto solo es legal cuando se realiza para salvar la vida de la madre. En Bahamas, el aborto solo está permitido en casos de violación, incesto, deformidad fetal o peligro para la vida de la madre. En Barbados, el aborto es legal en casos de impedimento fetal o peligro para la vida de la madre, y solo se permite con un profesional de la salud autorizado en una instalación especialmente licenciada. En Cuba, el aborto está permitido a solicitud de la mujer hasta las 12 semanas de embarazo, y solo se permite con un profesional de la salud autorizado en una instalación especialmente licenciada. En Dominica, el aborto está completamente prohibido. En la República Dominicana, el aborto está completamente prohibido. En Granada, el aborto solo es legal cuando se realiza para salvar la vida de la madre. En Haití, el aborto está completamente prohibido. En Jamaica, el aborto está completamente prohibido. En Santa Lucía, el aborto está permitido en casos de violación reportada a la policía, incesto o peligro para la vida de la madre, y solo se permite con un profesional de la salud autorizado en una instalación especialmente licenciada. En San Vicente y las Granadinas, el aborto está permitido en casos de impedimento fetal, violación, incesto o peligro para la vida de la madre, y solo se permite con un profesional de la salud autorizado en una instalación especialmente licenciada. En Trinidad y Tobago, el aborto solo es legal cuando se realiza para salvar la vida de la madre.

### América Central
En Belice, el aborto solo está permitido en casos de impedimento fetal o peligro para la vida de la madre, y solo se permite con la autorización de profesionales de la salud. En Costa Rica, el aborto solo es legal en casos de aborto terapéutico. En El Salvador, el aborto está completamente prohibido. En Guatemala, el aborto solo es legal cuando se realiza para salvar la vida de la madre. En Honduras, el aborto está completamente prohibido. En México, las políticas varían según el estado, algunos permiten el aborto a solicitud de la madre hasta las 12 o 13 semanas, mientras que otros lo permiten en casos de impedimento fetal, violación, incesto o peligro para la vida de la madre. En Nicaragua, el aborto está completamente prohibido. En Panamá, el aborto está permitido en casos de impedimento fetal, peligro para la vida de la madre o violación.

### América del Sur
En Argentina, el aborto está permitido a solicitud de la mujer hasta las 14 semanas de embarazo. En Bolivia, el aborto está permitido en casos de violación, incesto o peligro para la vida de la madre. En Brasil, el aborto solo está permitido en casos de violación o peligro para la vida de la madre y solo con la autorización de un profesional de la salud. En Chile, el aborto solo está permitido en casos de violación, peligro para la vida de la madre y malformación del feto. En Colombia, el aborto solo está permitido en casos de violación reportada a la policía, incesto o peligro para la vida de la madre. En Ecuador, el aborto está permitido en casos de violación o peligro para la vida de la madre. En Guyana, el aborto está permitido a solicitud de la mujer hasta las 8 semanas de embarazo, y solo con un profesional de la salud autorizado en una instalación especialmente licenciada. En Paraguay, el aborto solo es legal cuando se realiza para salvar la vida de la madre. En Perú, el aborto solo es legal cuando se realiza para salvar la vida de la madre, y solo con un profesional de la salud autorizado en una instalación especialmente licenciada. En Surinam, el aborto solo es legal cuando se realiza para salvar la vida de la madre. En Uruguay, el aborto está permitido a solicitud de la mujer hasta las 12 semanas de embarazo y solo con la autorización de un profesional de la salud. En Venezuela, el aborto solo es legal cuando se realiza para salvar la vida de la madre.